# Rue de l'Hôpital-Saint-Louis
La rue de l'Hôpital-Saint-Louis est une voie du 10e arrondissement de Paris, en France.

## Situation et accès
La rue de l'Hôpital-Saint-Louis est une voie publique située dans le 10e arrondissement de Paris. Elle débute au 21 bis-23, rue de la Grange-aux-Belles et se termine au 122-126, quai de Jemmapes. Elle dessert la cité Héron.
Tous les immeubles datent au minimum des années 1989, cela est dû à une industrialisation très tardive de ce quartier.
On y retrouve une école primaire et maternelle, les laboratoires du pôle de recherche (souterrains) de l'hôpital Saint-Louis ; une usine (fermée en 2011), et des bâtiments de logements sociaux ou de fonctions (cité Héron et 3, 4 et 5, rue de l'Hôpital-Saint-Louis).

## Origine du nom

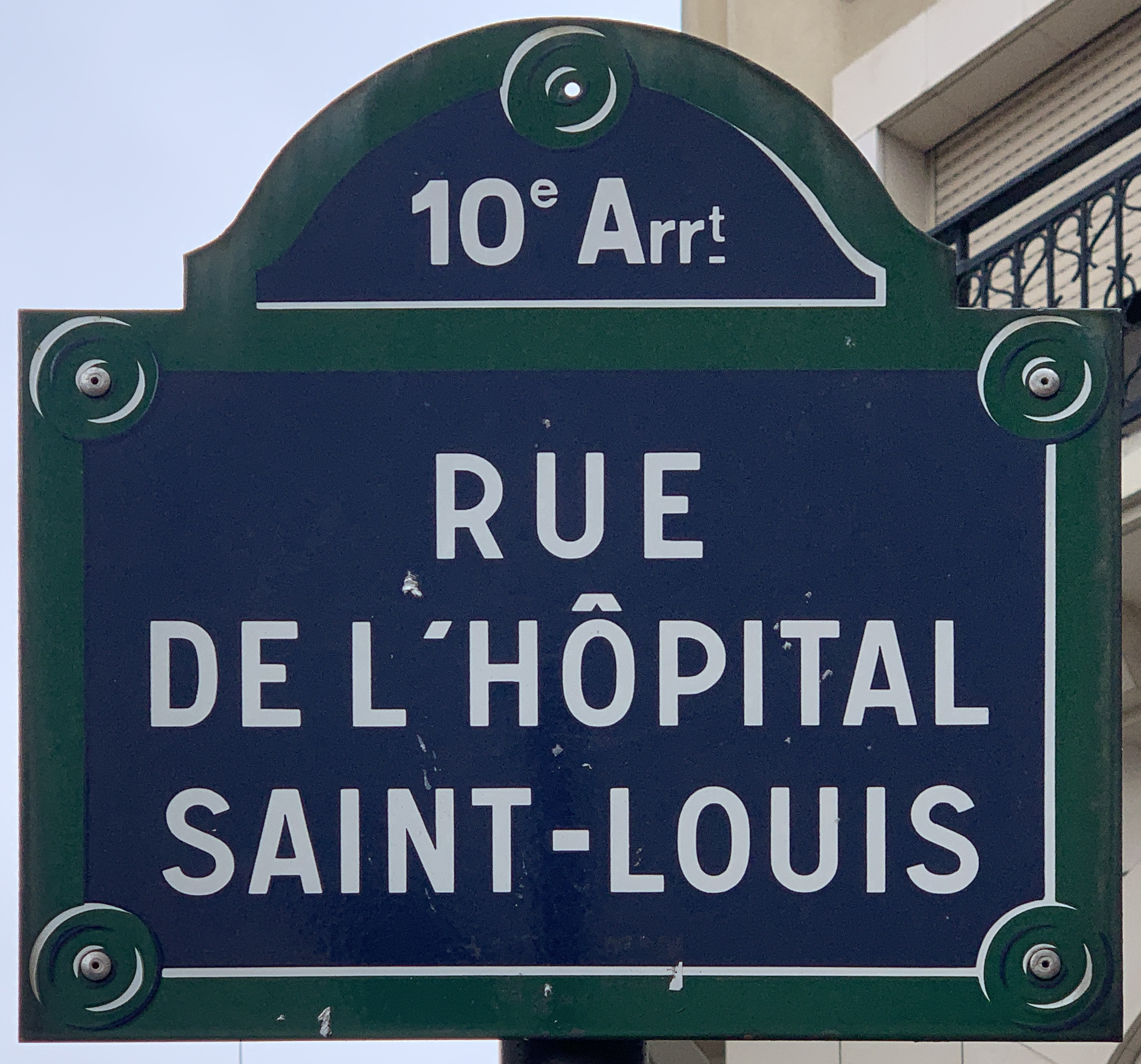
Plaque de la rue.

Elle porte ce nom en raison du voisinage de l'hôpital Saint-Louis. 

## Historique
Cette rue est ouverte en 1854 sous le nom de « rue Héron » et prend son nom actuel en 1856.

## Bâtiments remarquables et lieux de mémoire
- C'est dans cette rue que se situait l'hôtel meublé où Vincenzo Peruggia cacha pendant deux ans La Joconde, qu'il avait volée au musée du Louvre le 22 août 1911.
- Le peintre Georges Seurat y a vécu durant ses dernières années de sa vie.
- Jusqu'en 1975, le quartier de l'hôpital Saint-Louis était un des plus misérables de l'Île-de-France. Très pauvre, le quartier n'attirait pas au vu de sa situation (jusqu'en 1944), où on retrouvait des zones agricoles à quelques dizaines de mètres, mais également un dépôt de corps. Utilisé jusqu'en 1941, ce dépôt servait à entasser les dépouilles des nécessiteux défunts dont les familles n'avaient pas les moyens de récupérer les corps.
- Le 10e Nord a été industrialisé très tard en comparaison des autres quartiers parisiens. Ainsi, pour lutter contre une pauvreté immense en 1924 ; des habitants du quartier de l'Hôpital se sont regroupés afin de demander leur indépendance ; à la suite d'une grève, privant les Parisiens de bétail, la ville de Paris ouvrit les discussions avec les indépendantistes. Un compromis fut conclu suivant lequel la ville s'engage à favoriser l’industrialisation du quartier.[réf. nécessaire]
- C'est dans cette rue, qu'en 1978, Mesrine se cacha, après son évasion de prison, durant plus de deux semaines.[réf. nécessaire]

### Filmographie
La rue de l'hôpital Saint-Louis a été le théâtre de plusieurs films et séries françaises.
- PJ, série télévisée
- Commissaire Moulin
- Le Fabuleux Destin d'Amélie Poulain
- Arsène Lupin, série télévisée
- La Grande Vadrouille, cité Héron
- Go Fast, film
- Une femme est une femme
- Les Américains ont utilisé cette rue durant le tournage de La Mémoire dans la peau.
- Les Britanniques ont utilisé cette rue durant le tournage de Les Vacances de Mr Bean.

### Habitants et bâtiments célèbres
- Siège local de la Résistance (1941-1942)
- École élémentaire et maternelle Saint-Louis
- Laboratoire de recherche bio-médicale et de recherche nucléotique (souterrain)
- EHPAD Saint-Martin
- Mesrine (cache)
- Usine inconnue (aujourd'hui désaffectée)
- Entrée piétonne de l'usine Clairefontaine
- Stockage souterrain de l'usine Exa
- Portait de La Joconde caché durant deux ans

### Évènements célèbres
- Tournage de Luc Besson
- Tournage de Mr Bean
- Tournage d'une vidéo musicale de Grand Corps Malade
- Tournage d'une vidéo musicale du rappeur MHD
- Meurtres :
  - 2004, fusillade au coin du boulevard Jemmapes
  - 2005, mort suspecte d'un JH[Quoi ?]
  - 2008, décès d'un homme après une bagarre
  - 2010, SDF retrouvé poignardé
  - 2014, fusillade (1 décès ; 2 blessés graves)
  - 2015, coups de feu (2 blessés)
  - 2016, bagarre entre jeunes, 2 blessés au couteau

## Annexe